# Landtagswahl in Niedersachsen 2013
- SPD: 49
- Grüne: 20
- FDP: 14
- CDU: 54

- Regierung: 69
- Opposition: 68

Die Wahl zum 17. Niedersächsischen Landtag fand am 20. Januar 2013 statt.
Die CDU unter Ministerpräsident David McAllister wurde zwar erneut stärkste Partei, verlor aber 6,5 Prozentpunkte im Vergleich zur Vorwahl. Zugleich gewann sie nur noch in 54 der 87 Wahlkreise das Direktmandat. Die SPD konnte ihren Stimmenanteil wieder leicht ausbauen und stellte knapp hinter der CDU die zweitstärkste Fraktion. Die größten Gewinne verzeichneten die Grünen, welche zudem erstmals ein zweistelliges Landtagswahlergebnis in Niedersachsen erreichten. Auch die FDP konnte als Juniorpartner der schwarz-gelben Regierungskoalition weiter gewinnen und holte 2013 ihr bisher bestes Ergebnis des Landesverbandes. Die Linke schied fünf Jahre nach dem erstmaligen Einzug in einen westdeutschen Landestag wieder aus dem niedersächsischen Landtag aus, nachdem sie über die Hälfte ihrer Wählerbasis verlor und nur noch auf rund drei Prozent der Zweitstimmen kam. Auch die Piratenpartei schaffte den Einzug nicht und kam auf 2,1 Prozent. Von den übrigen Parteien kamen einzig die Freien Wähler auf ein Zweitstimmenergebnis von über einem Prozent. Die Wahlbeteiligung stieg wieder leicht auf 59,4 %, nachdem diese 2008 einen Tiefstand erreichte.

## Ausgangslage
Bei der Landtagswahl in Niedersachsen 2008 blieb die CDU unter Ministerpräsident Christian Wulff trotz Verlusten mit 42,5 Prozent der Stimmen deutlich stärkste Kraft vor der SPD mit Spitzenkandidat Wolfgang Jüttner, die nach Verlusten mit 30,3 Prozent ihr bislang schlechtestes Landtagswahlergebnis in Niedersachsen erreichte. Drittstärkste Partei mit leichten Gewinnen blieb die FDP mit Spitzenkandidat Philipp Rösler und 8,2 Prozent der Stimmen vor den leicht erstarkten Grünen (8,0 Prozent). Die Linke zog mit einem Ergebnis von 7,1 Prozent erstmals in den Landtag ein.
Die schwarz-gelbe Koalition behielt trotz Mandatsverlusten die Mehrheit und bildete erneut eine Regierung unter Ministerpräsident Christian Wulff (Kabinett Wulff II). Im April 2010 wurde das Kabinett umgebildet. Wulff trat aufgrund seiner Wahl zum Bundespräsidenten am 30. Juni 2010 zurück. Am 1. Juli 2010 wurde das neue Kabinett unter Ministerpräsident David McAllister (Kabinett McAllister) ernannt.

### Koalitionsaussagen
SPD und Grüne wollten nach der Wahl zusammen regieren und kämpften zudem gemeinsam im Wahlkampf. Die CDU lehnte eine feste Kooperation im Wahlkampf mit der FDP ab, jedoch strebte die Partei eine schwarz-gelbe Koalition nach der Wahl an. Eine Koalition mit den Grünen schloss McAllister Anfang 2013 aus. Die Linke und die Piratenpartei wurden bei Diskussionen um mögliche Koalitionen weitgehend außen vor gelassen. Die SPD lehnte eine Zusammenarbeit mit Linken und Piraten ab.

## Bedeutung

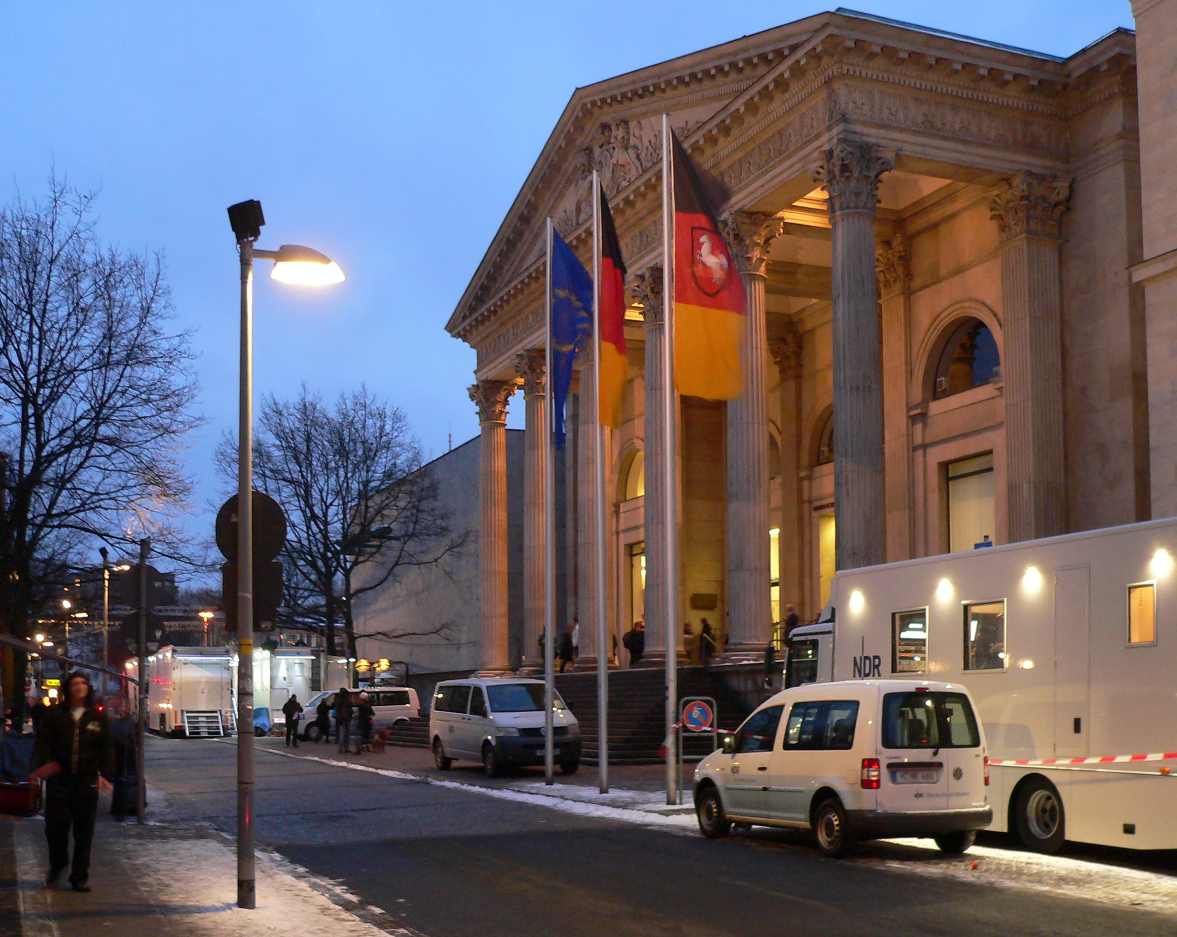
Säuleneingang des Landtagsgebäudes (Leineschloss) am Wahlabend

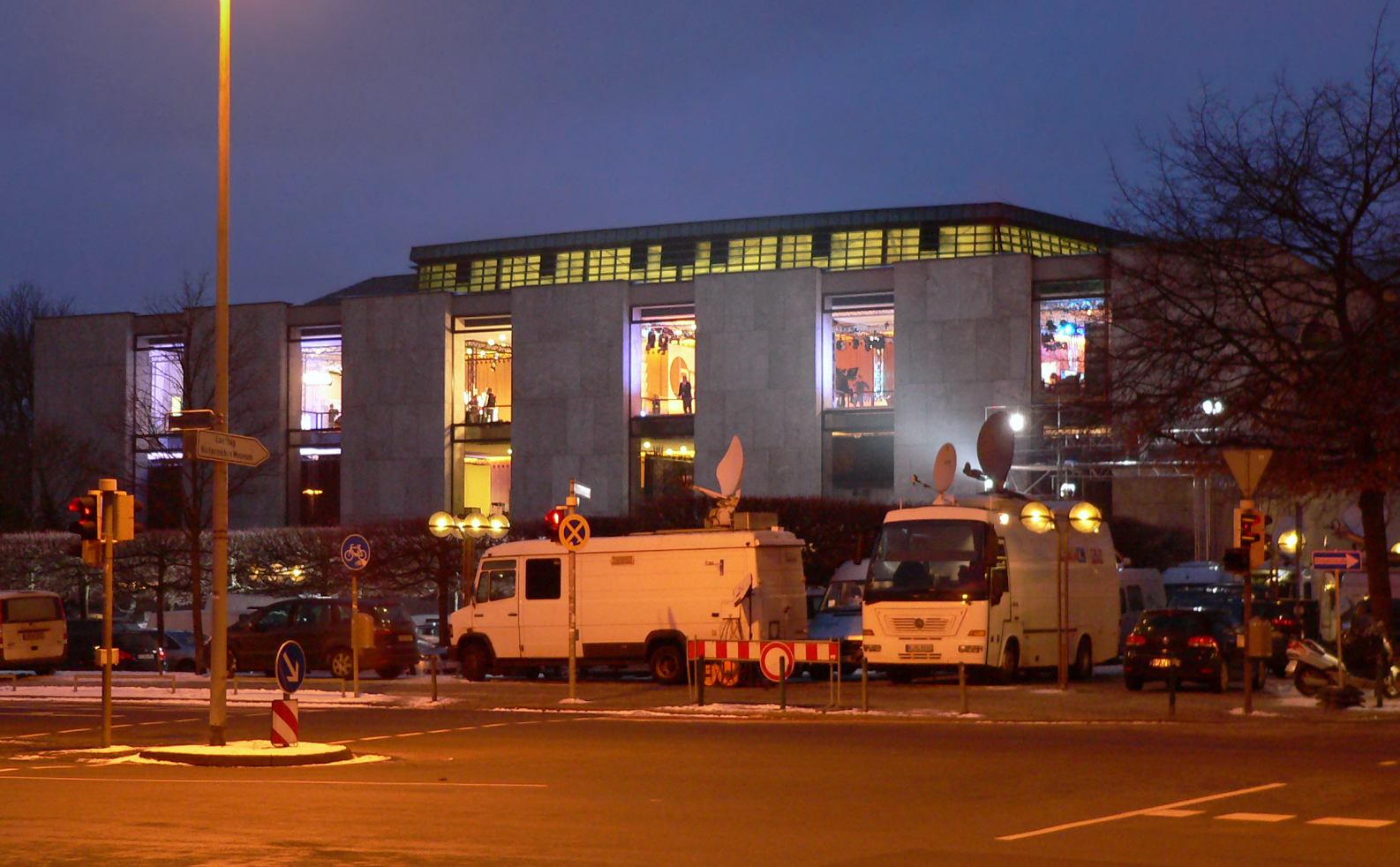
Plenarsaalgebäude mit improvisierten Fernsehstudios am Wahlabend, davor Übertragungswagen

Die Landtagswahl wurde als einer der letzten Stimmungstests für das Wahljahr 2013 gesehen, in dem neben der Bundestagswahl 2013 und den Kommunalwahlen in Schleswig-Holstein auch noch Landtagswahlen in Bayern und Hessen anstanden. Während die Wahl in Bayern am 15. September stattfand, wurde in Hessen gleichzeitig mit der Bundestagswahl am 22. September gewählt.
Niedersachsen ist nach Bevölkerungszahlen das viertgrößte Bundesland. Die Bildung einer Koalition aus SPD und den Grünen, die über eine knappe Ein-Stimmen-Mehrheit verfügt, hatte unmittelbare Auswirkungen auf die Mehrheitsbildung im Bundesrat, da die Abwahl der schwarz-gelben Regierung zum Verlust von 6 Stimmen für das schwarz-gelbe Lager und damit zu einer Mehrheit der Oppositionsparteien (SPD, Grüne, Die Linke, SSW) geführt hat.
Die Wahl wurde auch als Abstimmung über FDP-Parteichef Philipp Rösler und Generalsekretär Patrick Döring gewertet, die beide in Niedersachsen beheimatet sind und dort ihre politischen Wurzeln haben. Für den Fall, dass die FDP nicht über die Fünf-Prozent-Hürde kommen würde, war im Vorfeld der Wahl mit einem Rücktritt Röslers gerechnet worden.

## Wahlsystem
Die Sitze im Landtag werden nach dem D’Hondt-Verfahren vergeben. Es gilt eine Fünf-Prozent-Hürde.
Erhält eine Partei durch die Erststimmen in den Wahlkreisen mehr Sitze, als ihr durch den Zweitstimmenanteil zustehen, so bleiben diese Mandate als Überhangmandate bestehen. Die Anzahl der Sitze wird um diese Überhangmandate und eine gleiche Anzahl von Ausgleichsmandaten erhöht und die Sitzverteilung erneut nach dem D’Hondt-Verfahren berechnet. Sollten auch hiernach Überhangmandate vorhanden sein, bleiben sie ohne Ausgleich bestehen.

## Parteien und Kandidaten
Der Landeswahlausschuss ließ Landeswahlvorschläge von 11 Parteien zu:
| Nr. | Kurzbezeichnung | Parteiname                                                         | Spitzenkandidat                        | Ergebnis 2008     | Zahl der Wahlkreisbewerber | Mitglieder |
| --- | --------------- | ------------------------------------------------------------------ | -------------------------------------- | ----------------- | -------------------------- | ---------- |
| 01  | CDU             | Christlich Demokratische Union Deutschlands                        | David McAllister                       | 42,5 % (68 Sitze) | 87                         | 68.000     |
| 02  | SPD             | Sozialdemokratische Partei Deutschlands                            | Stephan Weil                           | 30,3 % (48 Sitze) | 87                         | 65.000     |
| 03  | FDP             | Freie Demokratische Partei                                         | Stefan Birkner                         | 8,2 % (13 Sitze)  | 87                         | 6.000      |
| 04  | GRÜNE           | Bündnis 90/Die Grünen                                              | Anja Piel und Stefan Wenzel            | 8,0 % (12 Sitze)  | 87                         | 6.335      |
| 05  | DIE LINKE       | Die Linke                                                          | Manfred Sohn                           | 7,1 % (11 Sitze)  | 87                         | 3.000      |
| 06  |                 | Bündnis 21/RRP                                                     | Dieter Müller                          | nicht kandidiert  | 8                          | 425        |
| 09  | DIE FREIHEIT    | Die Freiheit – Bürgerrechtspartei für mehr Freiheit und Demokratie | Fabian Nagel                           | nicht kandidiert  | 2                          | 180        |
| 12  | FREIE WÄHLER    | Freie Wähler                                                       | Torsten Jung                           | 0,5 %             | 44                         | 350        |
| 14  | NPD             | Nationaldemokratische Partei Deutschlands                          | Adolf Dammann                          | 1,5 %             | 17                         | 500        |
| 16  | PBC             | Partei Bibeltreuer Christen                                        | Sonni Tonne                            | 0,2 %             | 4                          | 350        |
| 20  | PIRATEN         | Piratenpartei                                                      | Meinhart Ramaswamy und Katharina Nocun | nicht kandidiert  | 65                         | 2.897      |

### Nicht zugelassene Landeslisten
Parteien und Wählervereinigungen, die nicht im Landtag vertreten waren, mussten ihre Beteiligung bis zum 22. Oktober 2012 bei der Landeswahlleitung anzeigen und bis 15. November wenigstens 2000 Unterstützungsunterschriften vorlegen. Die Landeswahlvorschläge der Deutschen Demokratischen Partei, der Muslimisch Demokratischen Union (MDU), der PARTEI, der Nein-Idee Niedersachsen und der Partei Gesunder Menschenverstand Deutschland wurden nicht zugelassen, da die notwendigen Unterstützungsunterschriften nicht vorgelegt wurden. Die Deutsche Zentrumspartei, Die Seniorenpartei, die Familien-Partei Deutschlands und die Partei der Vernunft waren zur Wahl zugelassen, legten aber keinen Landeswahlvorschlag vor. Aus formalen Gründen wurden die Vereinigungen Demokratie-DD-Deutschland, Deutsche Eliten Partei und Links-Liberale Partei Deutschlands nicht als Parteien anerkannt.

### Einzelbewerber
Neben den Direktkandidaten der mit Landeslisten antretenden Parteien stellte die MDU in zwei Wahlkreisen und die ddp, das Zentrum, die Familienpartei und NEIN! jeweils in einem Wahlkreis Direktkandidaten. Dazu kamen in den Wahlkreisen 13 (Seesen), 28 (Hannover-Mitte) und 83 (Leer) je ein parteiloser Einzelbewerber.

### Demographie
Das Durchschnittsalter der insgesamt 659 Bewerber betrug 48 Jahre. Der älteste Bewerber war 86 Jahre alt und kandidierte für die Partei Bündnis 21/RRP. Die jüngsten Bewerber waren 18 Jahre alt und kandidierten für die Piraten und Die Linke.
Rund 27 Prozent waren Frauen, 73 Prozent waren Männer. Bündnis 90/Die Grünen hatten mit 47,7 Prozent aller Bewerber den höchsten Frauenanteil.
Nur auf die Landeslistenvorschläge bezogen war der Frauenanteil bei der Linken am höchsten mit 52 Prozent, gefolgt von den Grünen mit 50 Prozent. Alle anderen Parteien lagen deutlich darunter. Bei den Wahlkreisbewerbern hatten die Grünen unter den Parteien, die sich in mehreren Wahlkreisen bewarben, ebenso den höchsten Frauenanteil. Bei ihnen waren 47,1 Prozent der Bewerber Frauen. Danach folgte die SPD mit 31 Prozent Frauenanteil.

## Wahlentscheidungshilfen
Erstmals wurde für Niedersachsen ein Wahl-O-Mat herausgegeben (siehe Weblinks). Er wurde über 600.000-fach und damit von etwa 10 Prozent der Wahlberechtigten genutzt. Abgeordnetenwatch bot wieder die Möglichkeit einer öffentlichen Kandidatenbefragung an. Spiegel Online startete einen Kandidatencheck zum Vergleich der Positionen der Kandidaten eines Wahlkreises.
Von verschiedenen Parteien wurden Wahlprogramme in „leichter Sprache“ veröffentlicht, unter anderem von SPD, Bündnis 90/Die Grünen und NPD.

## Wahlkampfthemen

### Landespolitische Themen

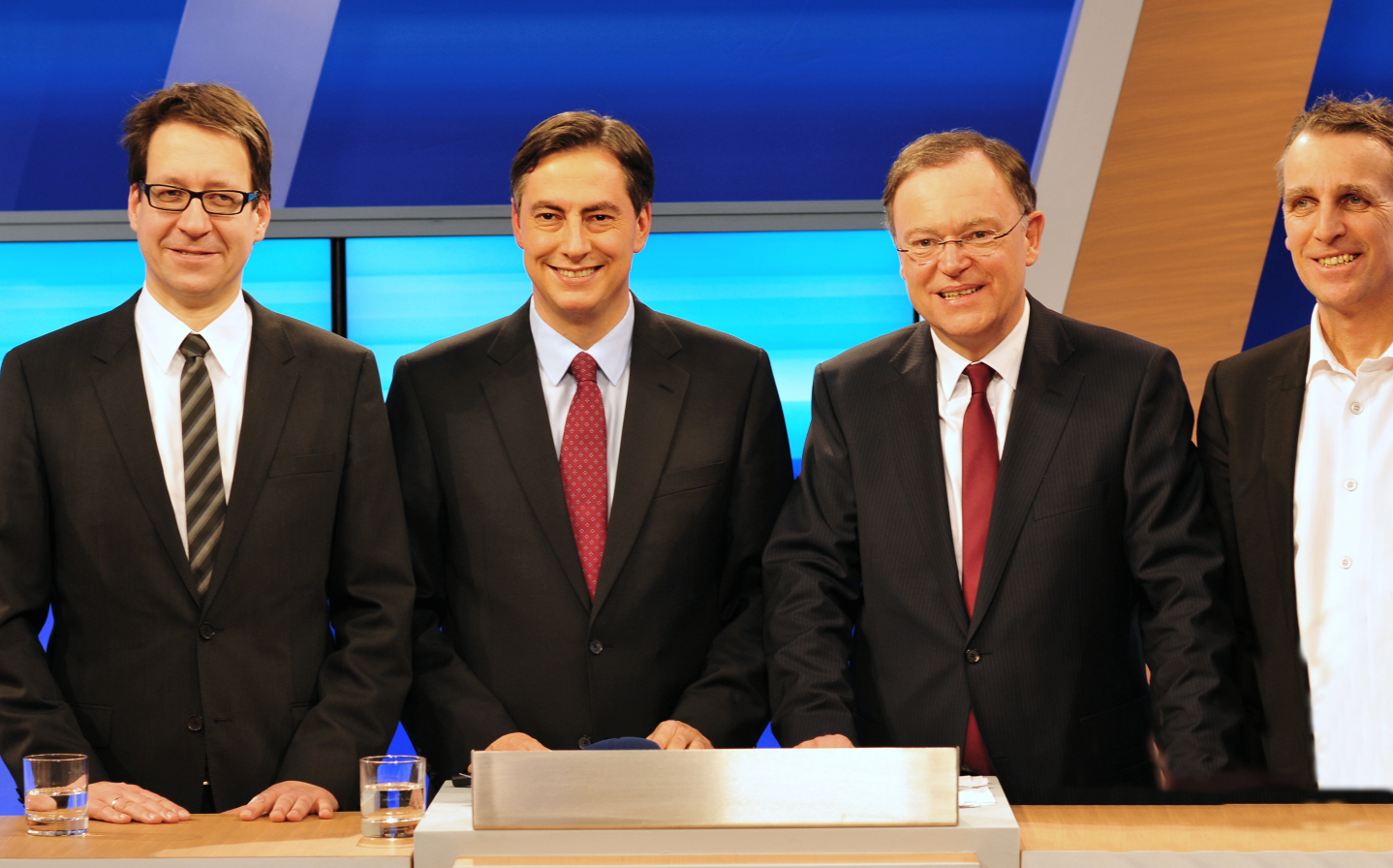
Die Repräsentanten der vier in den Landtag gewählten Parteien am Wahlabend, von links nach rechts: Stefan Birkner, David McAllister, Stephan Weil, Stefan Wenzel

BildungspolitikSPD, Grüne und Linke wollten Studiengebühren abschaffen, CDU und FDP wollten sie beibehalten; die Grundschule sollte nach Ansicht von Grünen und Linken über die Klasse vier hinausgehen, CDU, SPD und FDP waren dagegen; SPD, Grüne und Linke wollten die Gesamtschule ausbauen und kleine neue Schulen erlauben, CDU und FDP setzten auf die 2011 eingeführte Oberschule als Zusammenlegung von Haupt- und Realschule

### Bundespolitische Themen
Umwelt und EnergieSPD, Grüne, Linke forderten einen Erkundungsstopp für Gorleben; CDU und FDP waren ebenfalls für eine neue ergebnisoffene Suche nach Atommüll-Endlager, ohne dabei Gorleben auszuschließen; im Prinzip waren alle Parteien dafür, erneuerbare Energien und das Stromnetz auszubauen; CDU und FDP hielten Bau von weiteren Kohlekraftwerken für möglich, SPD setzte auf Gas, die Grünen wollten die Energiewende beschleunigen und forderten zudem Ressourcenschonung und Energieeffizienz, die Linkspartei wollte Windkraftanlagen an Land auch als Teil dezentraler Versorgung
MassentierhaltungCDU und FDP sahen in großen Schlachthöfen neue Arbeitsplätze, SPD und Linke wollten Massentierhaltung zumindest einschränken, Grüne wollten sie Stück für Stück abschaffen
VerkehrFDP lehnte weitere Geschwindigkeitsbeschränkungen auf der A2 ab, die Linke war für generelles Tempolimit auf Autobahnen, SPD wollte „intelligente und nachvollziehbare“ Tempolimits, CDU wollte vor allem Unfallschwerpunkte entschärfen, Grüne waren für mehr Kontrollen und weitere Geschwindigkeitsbeschränkungen sowie ein Überholverbot für Lkws auf Autobahnen; den Ausbau der Küstenautobahn A20 forderten CDU, SPD und FDP; Grüne und Linke setzten auf Schiene und Wasserwege
MindestlohnFDP war strikt dagegen; CDU wollte eine tarifparteiliche Untergrenze aushandeln, SPD und Grüne forderten einen Mindestlohn von 8,50 Euro, die Linke einen von 10 Euro; die Piraten favorisierten das bedingungslose Grundeinkommen

## Umfragen

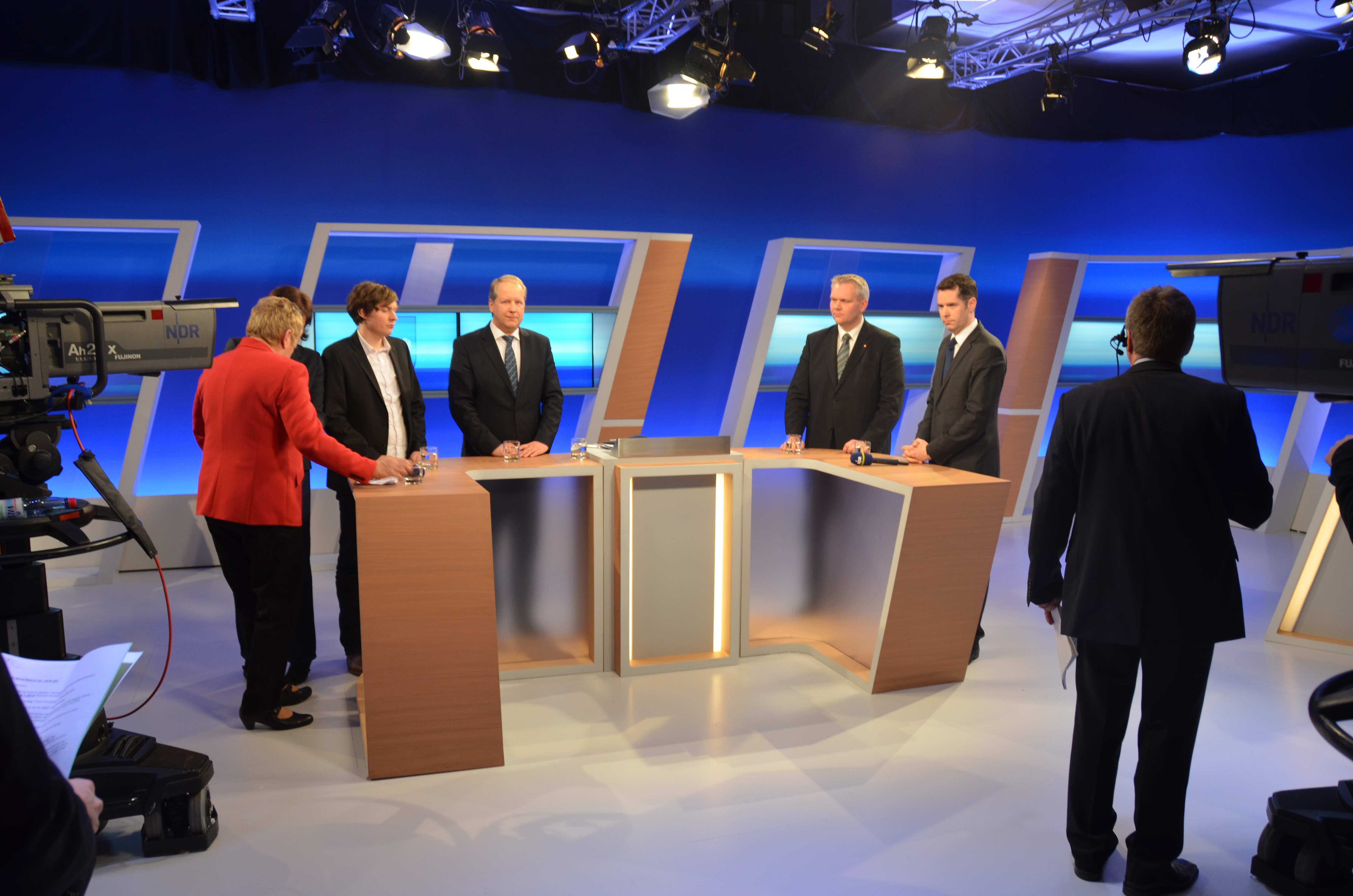
Fernsehübertragung des NDR aus dem Landtag

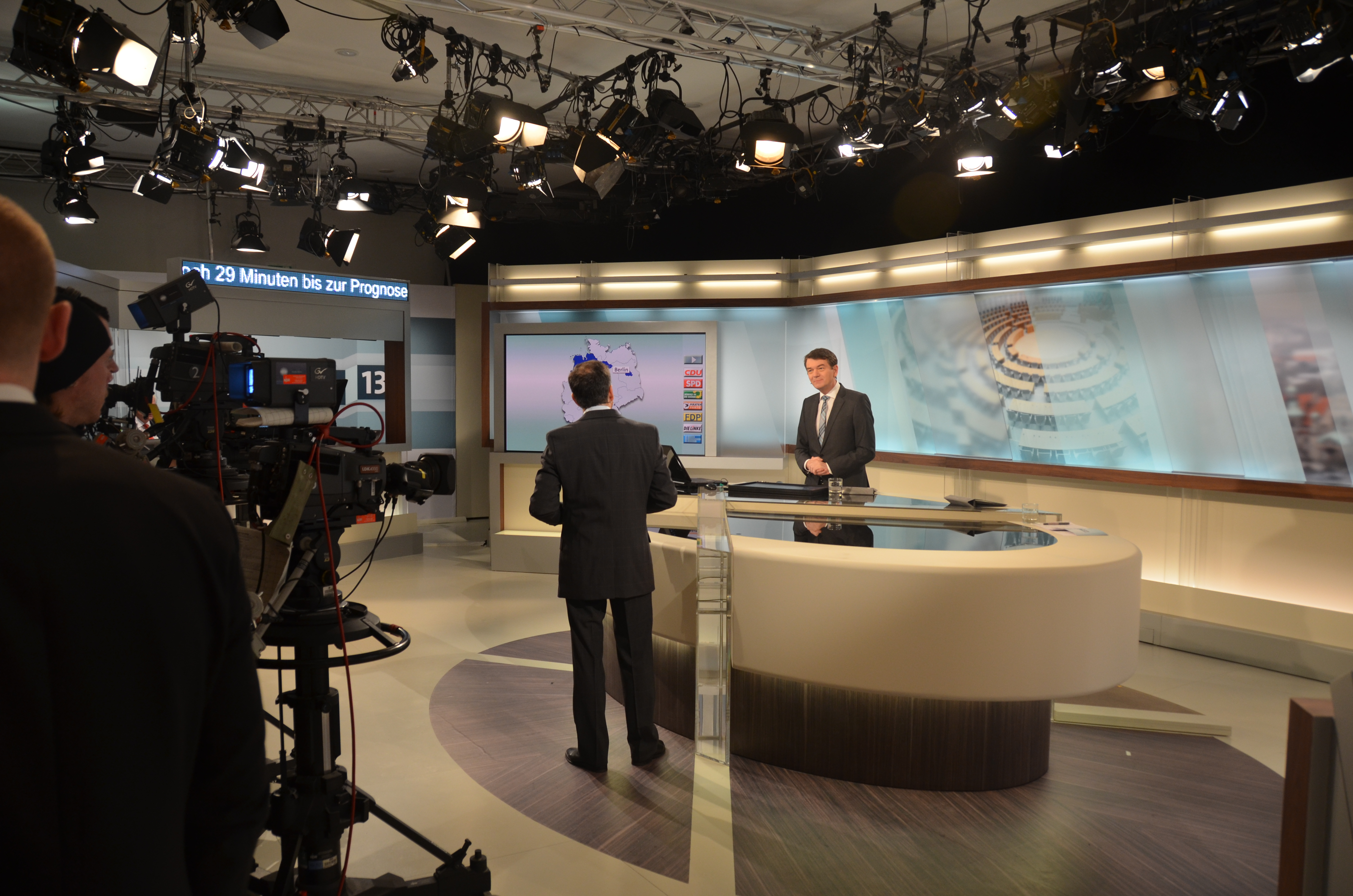
Studio der ARD im Landtag

Bei den Meinungsumfragen wurden für die CDU um etwa fünf Prozent zu hohe Werte ermittelt. Die FDP erhielt mit etwa zehn Prozent der Stimmen dafür fast doppelt so viele Stimmen wie vorhergesagt. Grund für diesen Stimmenunterschied war, dass bei Meinungsumfragen viele CDU-Wähler die CDU als ihre Parteipräferenz angaben, dann jedoch die FDP wählten, damit die Liberalen ins Landesparlament einziehen und erneut eine Koalition mit der CDU bilden konnten.
Bei Grünen und SPD legten die Meinungsforschungsinstitute passende Werte vor.
Die Linke wurde von INFO GMBH wenige Tage vor der Wahl noch im Parlament gesehen, alle anderen Institute sagten ein Scheitern an der Fünf-Prozent-Hürde mit drei Prozent voraus. Die Piratenpartei schnitt unerwartet schlecht ab.
Für die Sonntagsfrage gaben die Demoskopen bei den einzelnen Umfragen in Niedersachsen folgende Anteile an:
| Institut                | Datum      | CDU    | SPD    | FDP   | GRÜNE  | LINKE | PIRATEN | Sonstige |
| ----------------------- | ---------- | ------ | ------ | ----- | ------ | ----- | ------- | -------- |
| GMS                     | 17.01.2013 | 41 %   | 33 %   | 5 %   | 13 %   | 3 %   | 3 %     | 2 %      |
| INFO GmbH               | 12.01.2013 | 38,0 % | 31,5 % | 4,5 % | 14,5 % | 6,0 % | 3,0 %   | 2,5 %    |
| Infratest dimap         | 10.01.2013 | 40 %   | 33 %   | 5 %   | 13 %   | 3 %   | 3 %     | 3 %      |
| GMS                     | 10.01.2013 | 41 %   | 33 %   | 5 %   | 13 %   | 3 %   | 3 %     | 2 %      |
| Forschungsgruppe Wahlen | 10.01.2013 | 39 %   | 33 %   | 5 %   | 13 %   | 3 %   | 3 %     | 4 %      |
| Infratest dimap         | 03.01.2013 | 40 %   | 34 %   | 4 %   | 13 %   | 3 %   | 3 %     | 3 %      |
| INFO GmbH               | 22.12.2012 | 38,5 % | 33,0 % | 3,5 % | 12,5 % | 4,0 % | 4,5 %   | 4,0 %    |
| Forschungsgruppe Wahlen | 06.12.2012 | 39 %   | 32 %   | 4 %   | 13 %   | 4 %   | 4 %     | 4 %      |
| Infratest dimap         | 06.12.2012 | 40 %   | 33 %   | 3 %   | 15 %   | 3 %   | 3 %     | 3 %      |
| GMS                     | 04.12.2012 | 41 %   | 32 %   | 4 %   | 13 %   | 3 %   | 4 %     | 3 %      |
| Infratest dimap         | 08.11.2012 | 41 %   | 34 %   | 3 %   | 13 %   | 3 %   | 3 %     | 3 %      |
| Infratest dimap         | 20.09.2012 | 37 %   | 33 %   | 3 %   | 15 %   | 4 %   | 4 %     | 4 %      |
| GMS                     | 20.09.2012 | 38 %   | 33 %   | 5 %   | 13 %   | 5 %   | 3 %     | 3 %      |
| Forsa                   | 24.07.2012 | 38 %   | 33 %   | 4 %   | 11 %   | 4 %   | 7 %     | 3 %      |
| YouGov                  | 19.07.2012 | 31 %   | 35 %   | 4 %   | 14 %   | 5 %   | 7 %     | 4 %      |
| Infratest dimap         | 16.05.2012 | 32 %   | 36 %   | 4 %   | 13 %   | 3 %   | 8 %     | 4 %      |
| GMS                     | 16.05.2012 | 37 %   | 33 %   | 3 %   | 13 %   | 3 %   | 9 %     | 2 %      |
| Infratest dimap         | 25.01.2012 | 36 %   | 32 %   | 3 %   | 17 %   | 5 %   | 4 %     | 3 %      |
| GMS                     | 20.01.2012 | 37 %   | 33 %   | 3 %   | 18 %   | 3 %   | 3 %     | 3 %      |

Für die Frage, wen die Niedersachsen direkt zum Ministerpräsidenten wählen würden, gaben die Demoskopen folgende Ergebnisse an:
| Institut        | Datum      | McAllister | Weil | weder noch | weiß nicht |
| --------------- | ---------- | ---------- | ---- | ---------- | ---------- |
| Infratest dimap | 08.11.2012 | 51 %       | 27 % | 6 %        | —          |
| Infratest dimap | 20.09.2012 | 46 %       | 27 % | 10 %       | —          |
| YouGov          | 19.06.2012 | 36 %       | 22 % | —          | 42 %       |
| Infratest dimap | 16.05.2012 | 45 %       | 30 % | 11 %       | 14 %       |
| GMS             | 16.05.2012 | 51 %       | 30 % | 12 %       | 7 %        |
| Infratest dimap | 25.01.2012 | 54 %       | 27 % | 6 %        | 13 %       |
| GMS             | 20.01.2012 | 52 %       | 30 % | 11 %       | 7 %        |

## Ergebnis

Erststimmenmehrheit in den Wahlkreisen (rot = SPD, schwarz = CDU, Pfeile = Wechsel zur Wahl 2008)

Sitzverteilung im Landtag (2013)

Am 31. Januar 2013 wurde das amtliche Endergebnis festgestellt:
| Listen                                      | Listen            | Erststimmen | Erststimmen | Erststimmen | Erststimmen | Zweitstimmen | Zweitstimmen | Zweitstimmen | Zweitstimmen | Mandate | Mandate |
| Listen                                      | Listen            | Stimmen     | %           | +/-         | Mandate     | Stimmen      | %            | +/-          | Mandate      | Anzahl  | +/-     |
| ------------------------------------------- | ----------------- | ----------- | ----------- | ----------- | ----------- | ------------ | ------------ | ------------ | ------------ | ------- | ------- |
|                                             | CDU               | 1.519.182   | 42,6        | –1,7        | 54          | 1.287.549    | 36,0         | –6,5         | –            | 54      | –14     |
|                                             | SPD               | 1.341.991   | 37,6        | +2,9        | 33          | 1.165.419    | 32,6         | +2,3         | 16           | 49      | +1      |
|                                             | GRÜNE             | 373.249     | 10,5        | +3,4        | –           | 489.473      | 13,7         | +5,7         | 20           | 20      | +8      |
|                                             | FDP               | 118.556     | 3,3         | –2,3        | –           | 354.970      | 9,9          | +1,8         | 14           | 14      | +1      |
|                                             | DIE LINKE         | 110.525     | 3,1         | –3,3        | –           | 112.212      | 3,1          | –4,0         | –            | –       | –11     |
|                                             | PIRATEN           | 52.959      | 1,5         | N/A         | –           | 75.603       | 2,1          | N/A          | –            | –       | –       |
|                                             | FREIE WÄHLER      | 39.132      | 1,1         | +0,2        | –           | 39.714       | 1,1          | +0,6         | –            | –       | –       |
|                                             | NPD               | 6.978       | 0,2         | –0,6        | –           | 29.449       | 0,8          | –0,7         | –            | –       | –       |
|                                             | DIE FREIHEIT      | 1.322       | 0,0         | N/A         | –           | 11.873       | 0,3          | N/A          | –            | –       | –       |
|                                             | PBC               | 858         | 0,0         | ±0,0        | –           | 5.676        | 0,2          | ±0,0         | –            | –       | –       |
|                                             | Bündnis 21/RRP    | 1.724       | 0,0         | N/A         | –           | 2.962        | 0,1          | N/A          | –            | –       | –       |
|                                             | FAMILIE           | 664         | 0,0         | ±0,0        | –           | –            | –            | –0,4         | –            | –       | –       |
|                                             | ZENTRUM           | 373         | 0,0         | N/A         | –           | –            | –            | N/A          | –            | –       | –       |
|                                             | MDU               | 210         | 0,0         | N/A         | –           | –            | –            | N/A          | –            | –       | –       |
|                                             | ddp               | 204         | 0,0         | N/A         | –           | –            | –            | N/A          | –            | –       | –       |
|                                             | NEIN!             | 146         | 0,0         | N/A         | –           | –            | –            | N/A          | –            | –       | –       |
|                                             | 3 Einzelbewerber  | 530         | 0,0         | –0,1        | –           | –            | –            | –            | –            | –       | –       |
| Gesamt                                      | Gesamt            | 3.568.579   | 100         |             | 87          | 3.574.900    | 100          |              | 50           | 137     | –15     |
|                                             |                   |             |             |             |             |              |              |              |              |         |         |
| Ungültige Stimmen                           | Ungültige Stimmen | 51.855      | 1,4         | –0,4        |             | 45.534       | 1,3          | –0,2         |              |         |         |
| Wähler                                      | Wähler            | 3.620.434   | 59,4        | +2,3        |             | 3.620.434    | 59,4         | +2,3         |              |         |         |
| Wahlberechtigte                             | Wahlberechtigte   | 6.097.697   |             |             |             | 6.097.697    |              |              |              |         |         |
|                                             |                   |             |             |             |             |              |              |              |              |         |         |
| Quelle: Statistische Berichte Niedersachsen |                   |             |             |             |             |              |              |              |              |         |         |

## Regierungsbildung
| Koalitionsoption                   | Sitze |
| ---------------------------------- | ----- |
| Zweidrittelmehrheit (ab 92 Sitzen) |       |
| CDU, SPD                           | 98    |
| Absolute Mehrheit (ab 69 Sitzen)   |       |
| CDU, Grüne                         | 74    |
| SPD, Grüne                         | 69    |

Über die Mehrheitsverhältnisse herrschte am Wahlabend noch wenig Klarheit, sodass nach den ersten Prognosen auch eine knappe Mehrheit für die regierende schwarz-gelbe Koalition für möglich gehalten wurde. Nach der Auszählung stellte sich allerdings heraus, dass die seit 2003 regierende Koalition aus CDU und FDP nach der Wahl über keine Mehrheit mehr im Parlament verfügen wird. Stattdessen kamen die bisherigen Oppositionsparteien SPD und Grüne auf einen Sitz mehr als das schwarz-gelbe Bündnis. Da die Linke aus dem Landtag ausgeschieden ist, bedeutete dies auch eine Mehrheit für eine rot-grüne Koalition in Hannover. Aufgrund der knappen Mehrheitsverhältnisse wurde auch eine Große Koalition zwischen CDU und SPD zunächst nicht ausgeschlossen. Auch eine Koalition aus CDU und Grünen hätte eine Mehrheit gehabt.
SPD und Grünen traten in Koalitionsgespräche ein, die drei Wochen nach der Wahl am 10. Februar 2013 abgeschlossen wurden. Bei der Ressortverteilung für das Kabinett Weil I besetzte die SPD fünf Ministerien, während die Grünen für vier Ressorts verantwortlich wurden. Am 19. Februar 2013 wurde Stephan Weil im ersten Wahlgang zum Ministerpräsidenten gewählt.